# ステュクス

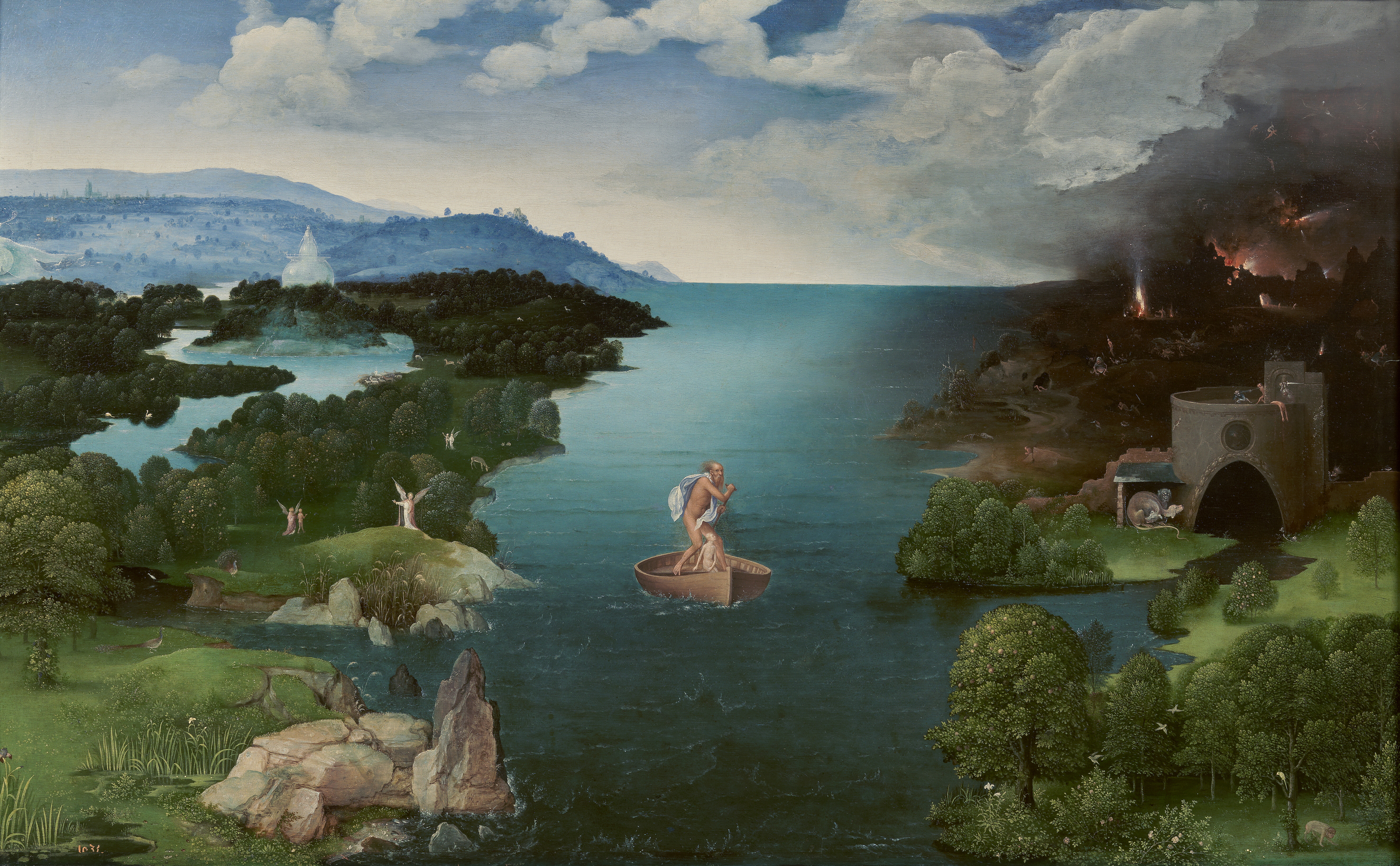
ヨアヒム・パティニール『ステュクス川を渡るカロン』プラド美術館所蔵、1515年 - 1524年

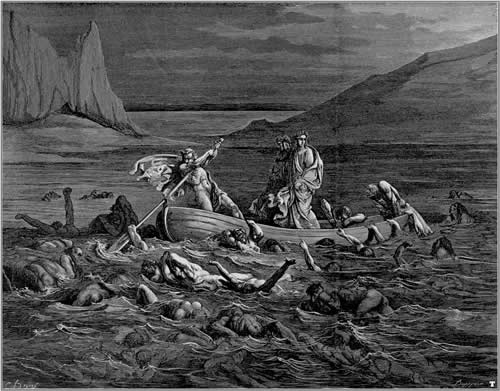
ステュクス。ギュスターヴ・ドレのイラストレーション(1861年)

ステュクス（古希: Στύξ, Styx）とは、ギリシア神話において地下を流れているとされる大河、あるいはそれを神格化した女神である。ステュィクス、スティクス、ステッィクス等とも呼ばれる。

## 概要

### 河としてのステュクス
ステュクスは、大洋を意味するオーケアノスの流れの十分の一を分け与えられた支流である。地下の冥府において七重に世界を取り巻き、現世たる生者の領域と死後の世界たる冥府とを明確に隔てる境界を形成しているとされる。ステュクスの主要な支流としては、炎の奔流であるプレゲトーン、魂の忘却を司るレーテー、悲嘆の涙が流れるコーキュートス、そして渡し守カローンが魂を運ぶアケローン川の4つが挙げられる。

### 女神としてのステュクス
ステュクスは、オーケアノスとテーテュースの間に生まれた娘であり、オーケアニデスたちの長姉にあたる。また、知恵の神クレイオスの息子であるパラースを夫とし、彼との間に勝利の女神ニーケー、力と権能を象徴するクラトス、熱意と競争心を司るゼーロス、そして暴力と強制力を表すビアーという4柱の神々をもうけている。

### ゼウスへの貢献と神聖な権能
ステュクスはティーターン神族の一員でありながら、ティーターノマキアー（ティーターン神族とオリュンポス神族との間の戦い）において、父であるオーケアノスの勧めに従い、自身の子供たちと共にいち早くオリュンポスの神々、特にゼウスの陣営に加わった。この功績により、彼女はゼウスから「神々を罰する」という特別な権限を与えられた。
オリュンポス山の神々は、重要な誓いを立てる際に、虹の女神イーリスにステュクスの水を汲んでこさせる。神々はその水を飲み干すことで誓約を確立するが、もしその誓いを破った場合、1年間は仮死状態に陥るという厳しい罰が科せられる。さらにその後9年間はオリュンポス山から追放され、10年目にしてようやく罪が許されると伝えられている。

### ステュクスの水の神秘的な力
このように、ステュクスの水は神々でさえも支配するほどの特別な力を宿していると考えられている。その性質については、猛毒であるという説と、反対に不死をもたらす神聖な水であるという説が存在する。英雄アキレウスは、母であるテティスによってステュクスの水に浸され、不死の肉体を手に入れたとされている。しかし、その際に母が掴んでいた踵の部分は水に浸されなかったため、唯一の弱点として残ったという逸話が語り継がれている。

## 備考
- 冥王星の第5衛星ステュクスはステュクスにちなんで名付けられた。